# Альер (Франция)
Алье́р (фр. Allières, окс. Alhèras) — коммуна во Франции, находится в регионе Окситания. Департамент коммуны — Арьеж. Входит в состав кантона Ла-Бастид-де-Серу. Округ коммуны — Фуа.
Код INSEE коммуны — 09007.

## Население
Население коммуны на 2008 год составляло 63 человека.
| 1962 | 1968 | 1975 | 1982 | 1990 | 1999 | 2008 |
| ---- | ---- | ---- | ---- | ---- | ---- | ---- |
| 87   | 55   | 45   | 40   | 57   | 65   | 63   |

## Экономика
В 2007 году среди 44 человек в трудоспособном возрасте (15—64 лет) 29 были экономически активными, 15 — неактивными (показатель активности — 65,9 %, в 1999 году было 68,2 %). Из 29 активных работали 28 человек (18 мужчин и 10 женщин), безработной была 1 женщина. Среди 15 неактивных 7 человек были учащимися или студентами, 2 — пенсионерами, 6 были неактивными по другим причинам.